# Bandarban
Bandarban (Bengalisch: বান্দরবান, Bāndarabān) ist eine Stadt im südöstlichen Bangladesch. Die im nördlichen Teil des Distrikts Bandarban gelegene Distrikthauptstadt liegt am Ufer des Flusses Sangu. Die Einwohnerzahl Bandarbans liegt bei über 32.000.